# 102-es busz (Pécs)
A pécsi 102-es jelzésű autóbusz Uránváros és Petőfi-akna között közlekedik munkanapokon.

## Története
2017. szeptember 1-jétől egyes 14-es buszok 102-es jelzéssel, Uránvárosig meghosszabbított útvonalon közlekednek.

## Útvonala
| Uránváros → Árkád → Budai Állomás → Petőfi-akna | Petőfi-akna → Budai Állomás → Árkád → Uránváros |
| --- | --- |
| Uránváros – Ürögi sor – Makay István út – Esztergár Lajos utca – Ybl Miklós utca – Építők útja – Tüzér utca – Szigeti út – Hungária utca – Rákóczi út – Rákóczi út – Zsolnay Vilmos utca – Pécsváradi út – Őrmezei út – Búzakalász utca – Mázsaház utca – Szövetkezet utca – Bethlen Gábor utca – Bencze József utca – M utca – Petőfi-akna | Petőfi-akna – M utca – Bencze József utca – Bethlen Gábor utca – Szövetkezet utca – Mázsaház utca – Búzakalász utca – Őrmezei út – Pécsváradi út – Zsolnay Vilmos utca – Rákóczi út – Rákóczi út – Hungária utca – Szigeti út – Tüzér utca – Építők útja – Ybl Miklós utca – Esztergár Lajos utca – Makay István út – Ürögi sor – Uránváros |

## Megállóhelyei
| 102 (Uránváros – Petőfi-akna) |                          |          | |               |
| Perc (↓)                      | Megállóhely              | Perc (↑) | Megállóhelyet érintő járatok | Létesítmények |
| 0                             | Uránváros végállomás     | 48       | 1, 2, 2A, 2E, 4, 4Y, 21, 21A, 22, 23, 23Y, 24, 25, 25A, 26, 26A, 27, 27Y, 28, 28A, 28Y, 29, 102, 102Y, 104, 104A, 104E, 104Y, 107E, 121 · Helyközi autóbuszok                                                                                   |               |
| 1                             | Olympia Üzletház         | 46       | 1, 2, 2A, 2E, 4, 4Y, 21, 21A, 22, 23, 23Y, 24, 102, 102Y, 104, 104A, 104E, 104Y, 121 |               |
| 2                             | Mecsek Áruház            | 44       | 1, 2, 2A, 2E, 4, 4Y, 21, 21A, 22, 23, 23Y, 24, 102, 102Y, 104, 104A, 104E, 104Y, 121 · Helyközi autóbuszok |               |
| 4                             | Kulturális Központ       | 43       | 1, 2, 2A, 2E, 21, 21A, 102, 102Y, 121 |               |
| 5                             | Tüzér utca               | 41       | 1, 2, 2A, 2E, 21, 21A, 55, 102, 102Y, 121 |               |
| 8                             | Egyetemváros             | 38       | 2, 2A, 2E, 25, 26, 26A, 27, 27Y, 28, 28A, 28Y, 29, 55, 102, 102Y, 107E |               |
| ∫                             | KEDPLASMA plazma központ | 37       | 2, 2A, 2E, 25, 26, 26A, 27, 27Y, 28, 28A, 28Y, 55, 102, 102Y, 107E |               |
| 10                            | Petőfi utca              | 36       | 2, 2A, 2E, 25, 26, 26A, 27, 27Y, 28, 28A, 28Y, 29, 37, 46, 47, 55, 102, 102Y, 107E, 109E |               |
| 11                            | Kórház tér               | 34       | 2, 2A, 2E, 25, 26, 26A, 27, 27Y, 28, 28A, 28Y, 29, 30, 31, 32, 32Y, 34, 34Y, 35, 35Y, 36, 37, 44, 46, 47, 102, 102Y, 103, 107E, 109E, 130 |               |
| 13                            | Zsolnay-szobor           | 32       | 2, 2A, 2E, 3, 3E, 6, 6E, 7, 7Y, 8, 13Y, 14, 14Y, 22, 23, 23Y, 24, 25, 26, 26A, 27, 27Y, 28, 28A, 28Y, 29, 30, 31, 32, 32Y, 34, 34Y, 35, 35Y, 36, 37, 38, 38Y, 39, 40, 44, 46, 47, 73, 73Y, 102, 102Y, 103, 107E, 109E, 130, 140                 |               |
| 15                            | Árkád                    | 30       | 2, 2A, 2E, 3, 3E, 4, 4Y, 6, 6E, 7, 7Y, 8, 13, 13E, 13Y, 14, 14Y, 15, 15A, 22, 23, 23Y, 24, 25, 26, 26A, 27, 27Y, 28, 28A, 28Y, 29, 30, 33, 38, 38Y, 39, 40, 60, 60Y, 73, 73Y, 102, 102Y, 103, 104, 104A, 104E, 104Y, 107E, 109E, 130, 130A, 140 |               |
| 18                            | 48-as tér                | 28       | 2, 2A, 2E, 4, 4Y, 13, 13E, 13Y, 14, 14Y, 15, 15A, 20, 21, 21A, 30Y, 60, 60A, 60Y, 102, 102Y, 104, 104A, 104E, 104Y, 121 · Helyközi autóbuszok · Pécs-Külváros                                                                                   |               |
| 20                            | Zsolnay Negyed           | 26       | 2, 2A, 4, 4Y, 13, 13E, 13Y, 14, 14Y, 15, 15A, 20, 21, 21A, 30Y, 60, 60A, 60Y, 102, 102Y, 104, 104A, 104E, 104Y, 121 |               |
| 22                            | Mohácsi út               | 24       | 2, 2A, 4, 4Y, 13, 13E, 13Y, 14, 14Y, 15, 15A, 20, 21, 21A, 25, 26, 30Y, 60, 60A, 60Y, 102, 102Y, 104, 104A, 104E, 104Y, 121 · Helyközi autóbuszok                                                                                               |               |
| 24                            | Gyárvárosi templom       | 22       | 2, 2A, 4, 4Y, 13, 13E, 13Y, 14, 14Y, 15, 15A, 25, 26, 26A, 30Y, 60, 60A, 60Y, 102, 102Y, 104, 104A, 104E, 104Y |               |
| 25                            | Budai Állomás            | 20       | 2, 2A, 2E, 4, 4Y, 12, 13, 13E, 13Y, 14, 14Y, 15, 15A, 16, 25, 26, 26A, 30Y, 60, 60A, 60Y, 102, 102Y, 104, 104A, 104E, 104Y · Helyközi autóbuszok                                                                                                |               |
| 27                            | Andrássy út              | 18       | 13, 13Y, 14, 14Y, 15, 15A, 25, 26, 60A, 102, 102Y, 104, 104A, 104Y |               |
| 28                            | Eperfás út               | 17       | 13, 13E, 13Y, 14, 14Y, 15, 15A, 25, 26, 60A, 102, 102Y, 104, 104A, 104E, 104Y · Helyközi autóbuszok |               |
| 29                            | Danitz puszta            | 16       | 13, 13Y, 14, 14Y, 15, 15A, 25, 26, 60A, 102, 102Y, 104, 104A, 104Y |               |
| 31                            | Ördögárok                | 15       | 13, 13Y, 14, 14Y, 15, 15A, 25, 26, 60A, 102, 102Y, 104, 104A, 104Y |               |
| 33                            | Murom                    | 13       | 13, 13E, 13Y, 14, 14Y, 15, 15A, 25, 26, 60A, 102, 102Y, 104, 104A, 104E, 104Y · Helyközi autóbuszok |               |
| 34                            | Őrmezei út, Szödrös      | 12       | 13, 13Y, 14, 14Y, 15, 15A, 25, 26, 60A, 102, 102Y, 104, 104A, 104Y |               |
| 35                            | Somogyi temető           | 11       | 13, 13Y, 14, 14Y, 15, 15A, 25, 26, 60A, 102, 102Y, 104, 104A, 104Y |               |
| 36                            | Somogyi templom          | 10       | 13, 13Y, 14, 14Y, 15, 15A, 25, 26, 60A, 102, 102Y, 104, 104A, 104Y |               |
| 37                            | Máladó utca              | 9        | 13, 13Y, 14, 14Y, 60A, 82, 102, 102Y, 104, 104A, 104Y |               |
| 38                            | Gabona utca              | 8        | 13, 13Y, 14, 14Y, 60A, 82, 102, 102Y, 104, 104A, 104Y |               |
| 39                            | Vashíd                   | 7        | 13, 13Y, 14, 14Y, 60A, 82, 102, 102Y, 104, 104A, 104Y |               |
| 40                            | Vasasi temető            | 6        | 13, 13Y, 14, 14Y, 60A, 82, 102, 102Y, 104, 104A, 104Y |               |
| 41                            | Bethlen Gábor utca       | 5        | 14, 14Y, 82, 102, 102Y, 104 |               |
| 43                            | Vasasi iskola            | 3        | 14, 14Y, 82, 102, 102Y, 104 |               |
| 45                            | Bencze József utca       | 2        | 14, 14Y, 82, 102, 102Y, 104 |               |
| 46                            | M utca                   | 1        | 14, 14Y, 82, 102, 102Y, 104 |               |
| 48                            | Petőfi-akna végállomás   | 0        | 14, 14Y, 82, 102, 102Y, 104 |               |